# リゴスッロ
リゴスッロ（伊: Ligosullo）は、イタリア共和国フリウリ＝ヴェネツィア・ジュリア州ウーディネ県トレッポ・リゴスッロに属するかつては独立したコムーネ。
2018年2月1日にトレッポ・カルニコと合併して新自治体の一部となった。

## 地理

### 位置・広がり

#### 隣接コムーネ
コムーネとしてのトレッポ・カルニコは、以下のコムーネと隣接していた。
- パルッツァ
- パウラーロ
- トレッポ・カルニコ